# Liopropoma fasciatum
Liopropoma fasciatum är en fiskart som beskrevs av Bussing, 1980. Liopropoma fasciatum ingår i släktet Liopropoma och familjen havsabborrfiskar. IUCN kategoriserar arten globalt som livskraftig. Inga underarter finns listade i Catalogue of Life.